# Kótaj
Kótaj is een plaats (község) en gemeente in het Hongaarse comitaat Szabolcs-Szatmár-Bereg. Kótaj telt 4570 inwoners (2001).